# Amerikaanse schedeworm
De amerikaanse schedeworm (Limnodrilus cervix) is een ringworm uit de familie van de Naididae. De wetenschappelijke naam van de soort is voor het eerst geldig gepubliceerd in 1963 door Brinkhurst.